# Amor dividido
Amor dividido est une telenovela mexicaine produite par Televisa et diffusée entre le 17 janvier et le 13 juin 2022 sur Las Estrellas.

## Synopsis
Abril et Max n'ont rien en commun. Elle aime vivre dans sa petite ville et travailler dans les champs. Il a oublié ses racines et vit heureux dans un pays du premier monde. Il serait difficile pour ces deux personnes de tomber amoureuses, mais pour diverses raisons, leurs vies commencent à changer radicalement jusqu'à ce qu'elles se rencontrent au milieu de la solitude et de la déception dans lesquelles leurs partenaires respectifs les ont laissés.
Debra, la femme de Max, divorce parce qu'elle n'arrive pas à s'habituer au pays où ses parents ont déménagé il y a des années. De son côté, Bruno, le mari d'Abril, l'abandonne parce qu'il rêve de vivre aux États-Unis et de gagner de l'argent pour avancer.

## Distribution
- Eva Cedeño : Abril Moreno
- Andrés Palacios : Bruno García
- Gabriel Soto : Maximiliano Stewart
- Arturo Peniche : Don Alejo Núñez
- Jessica Mas : Minerva Ortiz
- José Elías Moreno : Don Domingo Moreno
- Gabriela Rivero : Rosaura Sánchez Robles
- Eugenia Cauduro : Cielo Sánchez Robles
- Elsa Ortiz : Julia Moreno Sánchez
- Pedro Moreno : Amaury Ramírez Nieto
- Irina Baeva : Debra Alatriste
- Ramiro Fumazoni : Fabricio Zepeda
- Lisardo : Lorenzo Iñíguez
- Marco Méndez : Valente Tovar
- Pedro Sicard : Phillipe Charpentier
- Julio Mannino : Benicio Quintana
- Lambda García : Danilo Medina Sánchez
- Federico Ayos : Gabriel Núñez
- Laura Vignatti : Joana Foglia
- Alfredo Gatica : José Licona
- Pablo Valentín : Antonio Picasso
- Fabián Robles : Kevin Hernández
- Fernando Robles : Miguel Fuentes
- Roberto Tello : Mike Roa
- Patricio de la Garza : Francisco «Pancho» Tovar
- Iker García : Hugo García
- Paulina Ruíz : Lucero Tovar
- Sergio Madrigal : Renán de la Riva
- Iván Ochoa : Pipe
- Jorge Gallegos : Osmar Gómez
- Ricardo Franco : Ramiro Salcedo

## Diffusion
- Las Estrellas (2022)

## Autres versions
- Allá te espero (RCN Televisión, 2013)